# Miami Football Club
El Miami Football Club es un equipo de fútbol profesional de Estados Unidos, de la ciudad de Miami, Florida.
Fue fundado en 2015 por el empresario Riccardo Silva y el exfutbolista Paolo Maldini, juega en la USL Championship, la segunda liga de fútbol más importante de los Estados Unidos luego de haber recibido la franquicia del Ottawa Fury FC.

## Miami FC 2
En enero de 2018, Miami FC anuncia la creación del Miami FC 2 en la National Premier Soccer League. La intención es que los jugadores del plantel tengan continuidad mientras esperan el reinicio de la liga NASL.

## Entrenadores
- Alessandro Nesta (2015-2017)
- Paul Dalglish (2018-2019)
- Nelson Vargas (2019-2020)
- Paul Dalglish (2020-2021)
- Anthony Pulis (2021-2023)
- Lewis Neal (Int.) (2023)
- Antonio Nocerino (2024-act.)